# Jessica Alexander
Jessica Alexander (Londra, 19 giugno 1999) è un'attrice e modella britannica.

## Biografia
È conosciuta principalmente per il ruolo di Olivia Hayes nella serie televisiva Get Even e per aver interpretato Vanessa, l'alter-ego umano di Ursula, nel live-action Disney de La sirenetta.

## Filmografia

### Cinema
- Glasshouse, regia di Kelsey Egan (2021)
- A Banquet, regia di Ruth Paxton (2021)
- Into the Deep, regia di Kate Cox (2022)
- La sirenetta (The Little Mermaid), regia di Rob Marshall (2023)

### Televisione
- Penny on M.A.R.S. – serie TV, 25 episodi (2018-2020)
- Get Even – serie TV, 10 episodi (2020)
- Fallen – serie TV, 8 episodi (2024)

### Cortometraggi
- Truck, regia di Rob Curry (2016)
- Birthday, regia di Margarita Milne (2021)

### Videoclip musicali
- Too Much di Girl in Red, regia di Fiona Jane Burgess (2024)

## Doppiatrici italiane
Nelle versioni in italiano dei suoi film, Jessica Alexander è stata doppiata da:
- Emanuela Ionica in Fallen
- Martina Felli in Get Even
- Veronica Benassi ne La sirenetta (dialoghi)
- Yana C ne La sirenetta (canto)
- Annalisa Longo in Penny on M.A.R.S.